# Teretrius pilimanus
Teretrius pilimanus är en skalbaggsart som beskrevs av Sylvain Auguste de Marseul 1856. Teretrius pilimanus ingår i släktet Teretrius och familjen stumpbaggar. Inga underarter finns listade i Catalogue of Life.